# Nikola Kalinić
Nikola Kalinić (født 5. januar 1988 i Solin, Jugoslavien), er en kroatisk fodboldspiller (angriber). Han spiller for AC Milan i Italien.

## Klubkarriere
Kalinić startede sin karriere i hjemlandet hos Hajduk Split, hvor han frem til 2009 scorede 32 mål i 59 ligakampe. Herefter blev han solgt til den engelske Premier League-klub Blackburn Rovers. Her formåede han dog aldrig for alvor at slå igennem, og han forlod klubben igen to år efter.
I sommeren 2011 skiftede Kalinić til ukrainske FC Dnipro. Her var han med til at vinde sølv i den ukrainske liga i 2014 samt nå finalen i UEFA Europa League året efter. Klubben solgte ham til italienske Fiorentina i sommeren 2015.
Efter to år i Fiorentina valgte Firenze-klubben i sommeren 2017 at leje Kalinić ud til ligarivalerne AC Milan. En del af udlejningen var en købsforpligtelse fra Milans side på Kalinić.

## Landshold
Kalinić debuterede for det kroatiske landshold 24. maj 2008 i en venskabskamp mod Moldova. Han har siden da repræsenteret Kroatien ved adskillige store slutrunder.